# Kamendaka muiri
Kamendaka muiri är en insektsart som beskrevs av Metcalf 1945. Kamendaka muiri ingår i släktet Kamendaka och familjen Derbidae. Inga underarter finns listade i Catalogue of Life.